# Zinder
Zinder, également connue sous le nom de Damagaram, est une ville du sud du Niger, chef-lieu de la région de Zinder. Capitale historique (1812-1899) du Sultanat du Damagaram, elle est, après la capitale, Niamey, la deuxième ville du pays par sa population estimée au dernier recensement 2012 à 321 809 habitants.

## Toponymie
Bien que le nom officiel de la ville soit Zinder, elle conserve, pour ses habitants, le nom de Damagaram, nom qui appartenait au territoire du Sultanat homonyme (du même nom) qui l'utilisa comme sa 3ème capitale. La ville repose sur un substrat granitique avec des affleurements (boules granitiques) visibles dans la ville et alentour. Certains considèrent que ces granites ont donné le nom original de Sindir au village, qui signifieraient acné en langue tamacheq, et qui serait une interprétation du paysage ponctués par des innombrables rochers granitiques.

## Histoire

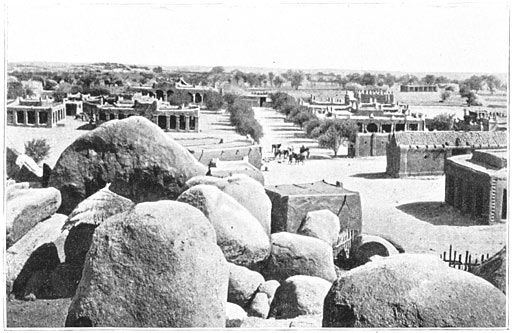
Zinder en 1906

Zinder est située sur une route commerciale de caravanes transsahariennes qui relie dès le XIe siècle le Maghreb à l'Afrique Noire. Entre le XVIe et le XIXe siècle, le quartier muré de la ville est déjà la capitale d'un État musulman.
Le sultanat de Damagaram est créé au XIXe siècle avec Zinder comme capitale, et acquiert rapidement une suprématie dans la région, notamment grâce à la construction de grands murs d'enceinte dans le Birni, le quartier féodal.
La ville est le théâtre de l'épisode de l'assassinat de Cazemajou par le Sultan en 1898, qui subit les représailles françaises, se faisant tuer à son tour l'année suivante. Cela mène à la conquête de la ville par les Français en 1899, par la colonne Voulet Chanoine reprise par un officier subalterne après la mort des deux officiers, et ce, malgré la résistance du sultan Ahmadou Kourandaga. Elle devient la capitale du territoire du Niger créé en 1900. Elle fait l'objet d'une vaine tentative de capture par les Touaregs durant la Première Guerre mondiale. Le sultanat est aboli en 1906 par la France et n'est rétabli qu'en 1926, sans retrouver un réel pouvoir. La capitale du territoire, qui est devenu la colonie du Niger en 1922, est alors transférée à Niamey. La population croît pendant la première moitié du XXe siècle avec l'installation progressive des nomades de la région.
L'armée coloniale française établit à Zinder, le chef-lieu du 3e territoire militaire du Niger en 1899, la ville est ensuite chef-lieu du territoire civil de 1912 à 1926. En 1926, à la suite des craintes de révoltes haoussa et à l'amélioration des relations avec les Djermas de l'ouest, la capitale a été transférée à Niamey.

## Géographie
Zinder est une ville du Sahel, localisée au centre de la région de Zinder, au centre-est de la partie sud du Niger.
Zinder est à 236 km à l'est de Maradi, 486 km à l'ouest de Diffa, 451 km au sud d'Agadez, 900 km de Niamey, la capitale du Niger et à 230 km au nord de Kano au Nigeria.

### Climat
Située au sud du pays, la région de Zinder connait un climat tropical humide avec un hiver sans précipitations, des pluies en été et une courbe des températures caractéristique en dos de chameau.
| Mois                              | jan. | fév. | mars | avril | mai  | juin | jui. | août | sep. | oct. | nov. | déc. | année |
| --------------------------------- | ---- | ---- | ---- | ----- | ---- | ---- | ---- | ---- | ---- | ---- | ---- | ---- | ----- |
| Température minimale moyenne (°C) | 14,7 | 17,1 | 21,4 | 25    | 26,6 | 25,6 | 23,7 | 23,2 | 23,7 | 22,9 | 18,6 | 15,4 | 21,5  |
| Température maximale moyenne (°C) | 29,3 | 32,5 | 36,3 | 39,7  | 40,6 | 38,1 | 34,9 | 32,7 | 35,5 | 37,1 | 33,7 | 30,4 | 35,1  |
| Précipitations (mm)               | 0    | 0    | 1    | 1     | 15   | 39   | 129  | 168  | 54   | 5    | 0    | 0    | 411,2 |

| Diagramme climatique                                  |           |           |         |            |            |             |             |            |           |           |           |
| J                                                     | F         | M         | A       | M          | J          | J           | A           | S          | O         | N         | D         |
| 29,314,70                                             | 32,517,10 | 36,321,41 | 39,7251 | 40,626,615 | 38,125,639 | 34,923,7129 | 32,723,2168 | 35,523,754 | 37,122,95 | 33,718,60 | 30,415,40 |
| Moyennes : • Temp. maxi et mini °C • Précipitation mm |           |           |         |            |            |             |             |            |           |           |           |

## Administration

### Arrondissements
Zinder est le chef-lieu de la région de Zinder. Elle fut la première capitale du Niger jusqu'en 1926, lorsque la capitale a été transférée à Niamey. La ville de Zinder est érigée en commune mixte en 1954. En novembre 1956, elle devient commune de moyen exercice et en 1976, commune de plein exercice. Elle constitue depuis 2002, une communauté urbaine constituée de 5 communes urbaines : Zinder I, Zinder II, Zinder III, Zinder IV et Zinder V.
| Code INS | Arrondissements | Superficie (km²) | Population (urbaine 2012) | Population (rurale 2012) | Localités |
| -------- | --------------- | ---------------- | ------------------------- | ------------------------ | --------- |
| 79001    | Zinder I        | 109,1            | 73 638                    | 10 972                   | 59        |
| 79002    | Zinder II       | 60,68            | 62 715                    | 6 269                    | 25        |
| 79003    | Zinder III      | 71,24            | 45 116                    | 10 885                   | 45        |
| 79004    | Zinder IV       | 70,60            | 54 142                    | 26 781                   | 67        |
| 79005    | Zinder V        | 216,8            | 0                         | 32 183                   | 62        |

### Maires
De 2002 à 2024, le Président du Conseil de Ville (maire) est à la tête de la Communauté urbaine ou Ville de Zinder. Depuis le 4 avril 2024, un Administrateur délégué nommé par le Chef de l’État du Niger remplace le Conseil de Ville élu.
| Période                 | Identité              | Notes ou Parti         |
| ----------------------- | --------------------- | ---------------------- |
|                         | Laminou Souleymane    |                        |
| - 2011                  | Almoustapha Ousmane   |                        |
| juillet 2011 - mai 2021 | Bachir Sabo           |                        |
| mai 2021 - 4 avril 2024 | Abdoul Rahim Balarabé | RDR Tchanji            |
| depuis le 4 avril 2024  | Issoufou Mamane       | Administrateur délégué |

## Population
Lors du dénombrement de la population réalisé en 1929, la localité de Zinder est la deuxième de la Colonie du Niger avec 7 176 habitants.
La population de la ville était estimée à 376 994 habitants en 2016. Les habitants de Zinder sont majoritairement Hausa et Kanuri et plusieurs groupements peuls et touaregs qui depuis sa fondation, sont venus s'installer dans la ville et ses environs. Selon une étude des Nations-Unies de 2017, la ville de Zinder est la métropole avec la croissance démographique la deuxième plus rapide au monde.
La région de Zinder est peuplée de 4 132 321 habitants en 2016.

## Religions

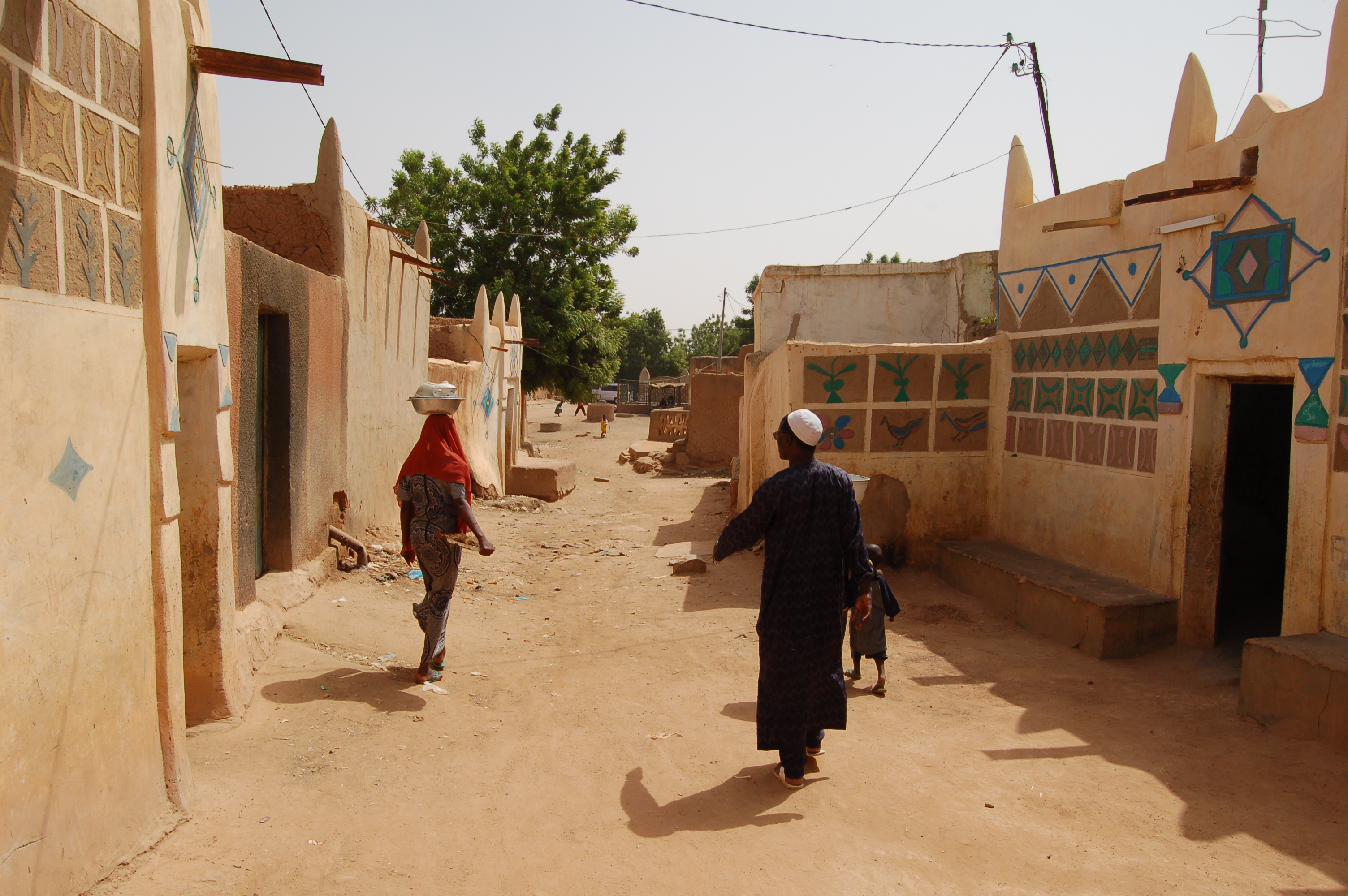
La vieille ville de Zinder en 2007.

La population de Zinder est à l'image du Niger, majoritairement musulmane. La pénétration de l'Islam dans cette région a été possible grâce aux marchands arabes et berbères entre le XIIIe et le XIVe siècles. La religion islamique a été acceptée par la cour du sultanat de Damagaram de manière pacifique car aucune guerre n'a été signalée. Des éléments de la culture musulmane étaient présents à Zinder depuis sa fondation en 1812. Cependant, dans la pratique, l'islam semblait n’être que superficiellement pratiqué. Il a fallu attendre 1840 pour que le Damagaram soit proclamé officiellement État islamique sous le contrôle de Sarki Tanimoune. L'islam a amené dans son sillage l'enseignement coranique qui est très développé actuellement dans le Damagaram. Des centaines d'écoles coraniques, drainant un nombre important d'enfants en âge scolaire, sont implantées un peu partout dans les différents quartiers de la ville.
La deuxième religion à Zinder est le christianisme. Elle commença officiellement en 1930, lorsque le cadi du sultanat, Abba Moussa, décida de se convertir après avoir étudié la Bible durant six ans. Il devint par la suite un des fondateurs de l'Église Évangelique de la République du Niger (EERN), qui fut la première association religieuse officiellement enregistrée au Niger. Le catholicisme s'y établit peu après le protestantisme, et aujourd'hui la ville de Zinder compte plus d'une douzaine d'églises de différentes dénominations, majoritairement composées d'autochtones.

### Actions sociales confessionnelles
La mission catholique a créé plusieurs écoles à Zinder. Le collège Fatima, fut repris par l'État nigérien à l'été 1974, à la suite du coup d'État militaire contre le président Diori Hamani d'avril 1974. L'école Assomption au centre-ville fut détruite par les émeutes extrémistes islamiques en 2015. Le complexe Saint-Joseph qui couvre le primaire jusqu'au lycée est une école populaire se trouvant au quartier Jaguindi. Côté santé, la mission catholique a créé et opère plusieurs cliniques, dont une dans le quartier dit des lépreux, Karakara. Elle a aussi effectué un travail de fond pour déstigmatiser la communauté des lépreux, et pour sécuriser leurs droits fonciers.

### Cohabitation et tensions inter-religieuses

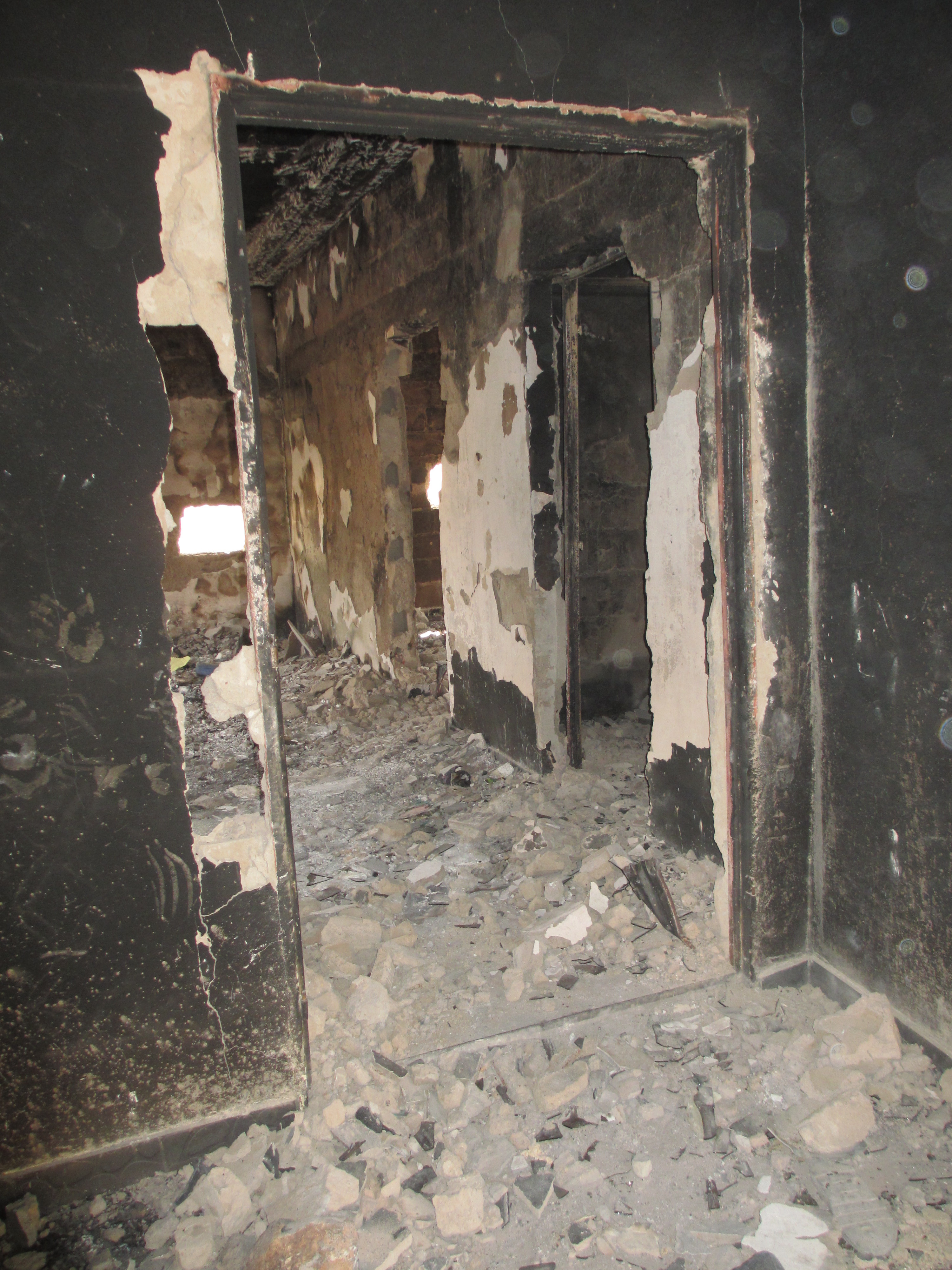
Domicile d'une famille autochtone de confession chrétienne brûlé lors des manifestations "anti-charlie".

Bien que la vie confessionnelle à Zinder fut longtemps caractérisée par la cohabitation harmonieuse entre les religions, le début du XXIe siècle fut marqué par l’essor de tensions démagogiques allant par occasion jusqu'à des persécutions. L'église catholique a été saccagée deux fois et la Chapelle des Vainqueurs de même. Un pogrom fut effectué le 15 janvier 2015, lorsque la majorité des églises de la ville, une école confessionnelle, ainsi qu'un important nombre de domiciles et de lieux de commerce des familles de confession chrétienne, furent saccagés. Certains chrétiens furent demandés de renier leur foi, couteau à la gorge. L’agression eut lieu en connexion avec une manifestation islamique contre la participation qu'avait fait le président de la République du Niger, Mahamadou Issoufou, à Paris, dans une marche de sympathie aux victimes de l'assaut terroriste contre le magazine français Charlie Hebdo. Ces exactions amenèrent le président de la République du Niger à déclarer, le 17 janvier 2015, « Ce qui s’est passé chez nous hier à Zinder et aujourd’hui à Niamey nous interpelle. Ces églises qui sont brûlées, pouvons-nous accepter qu’elles le soient au nom de notre religion ? De quel tort sont coupables les églises et les chrétiens du Niger ? Ceux qui pillent ces lieux de culte, qui les profanent, qui persécutent et tuent leurs compatriotes chrétiens ou les étrangers qui vivent sur le sol de notre pays, n’ont rien compris à l’Islam. Ils donnent de notre pays si chaleureux et de nos populations si hospitalières, une très mauvaise image. »

## Économie

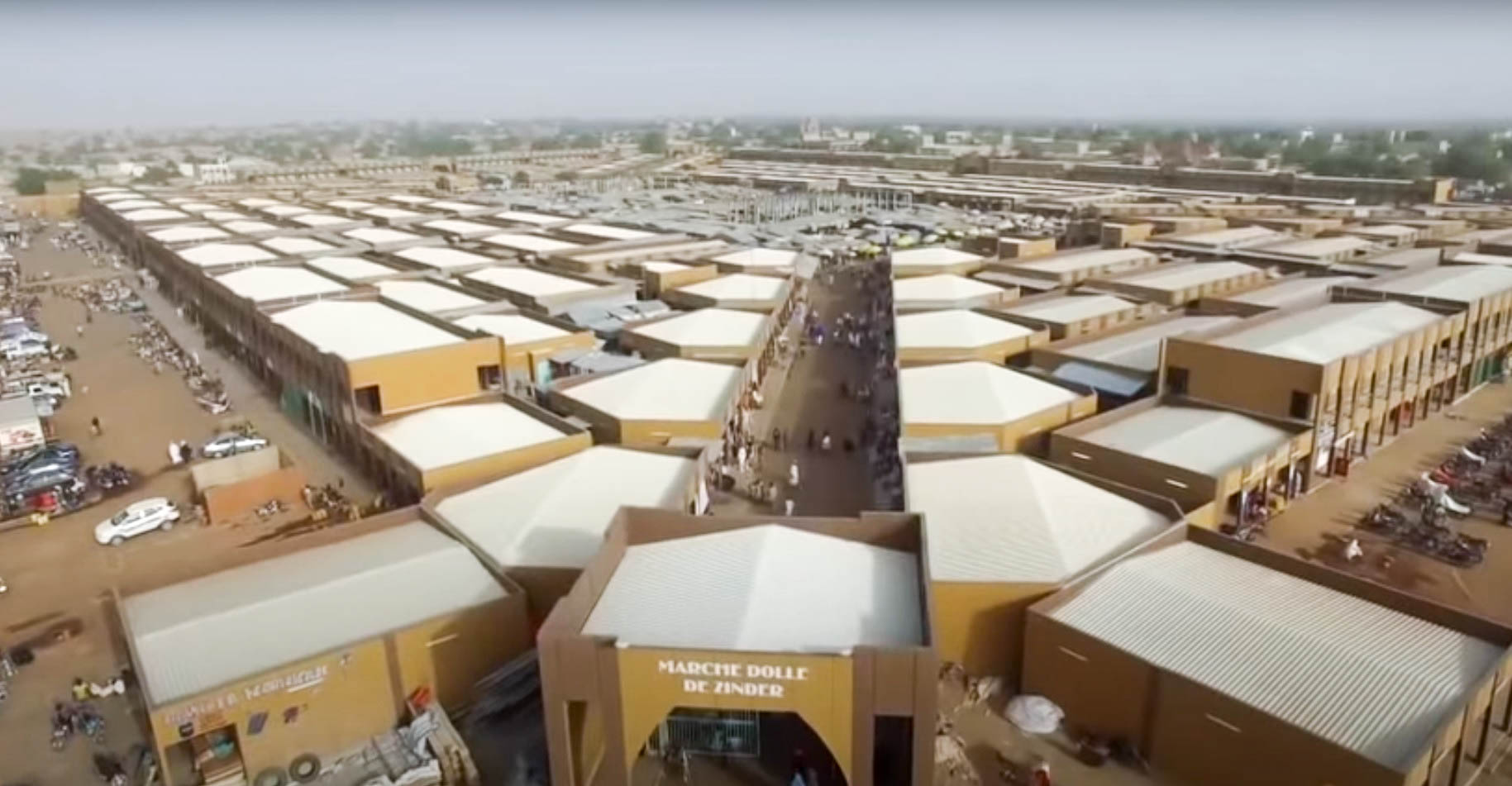
Marché Dolé.

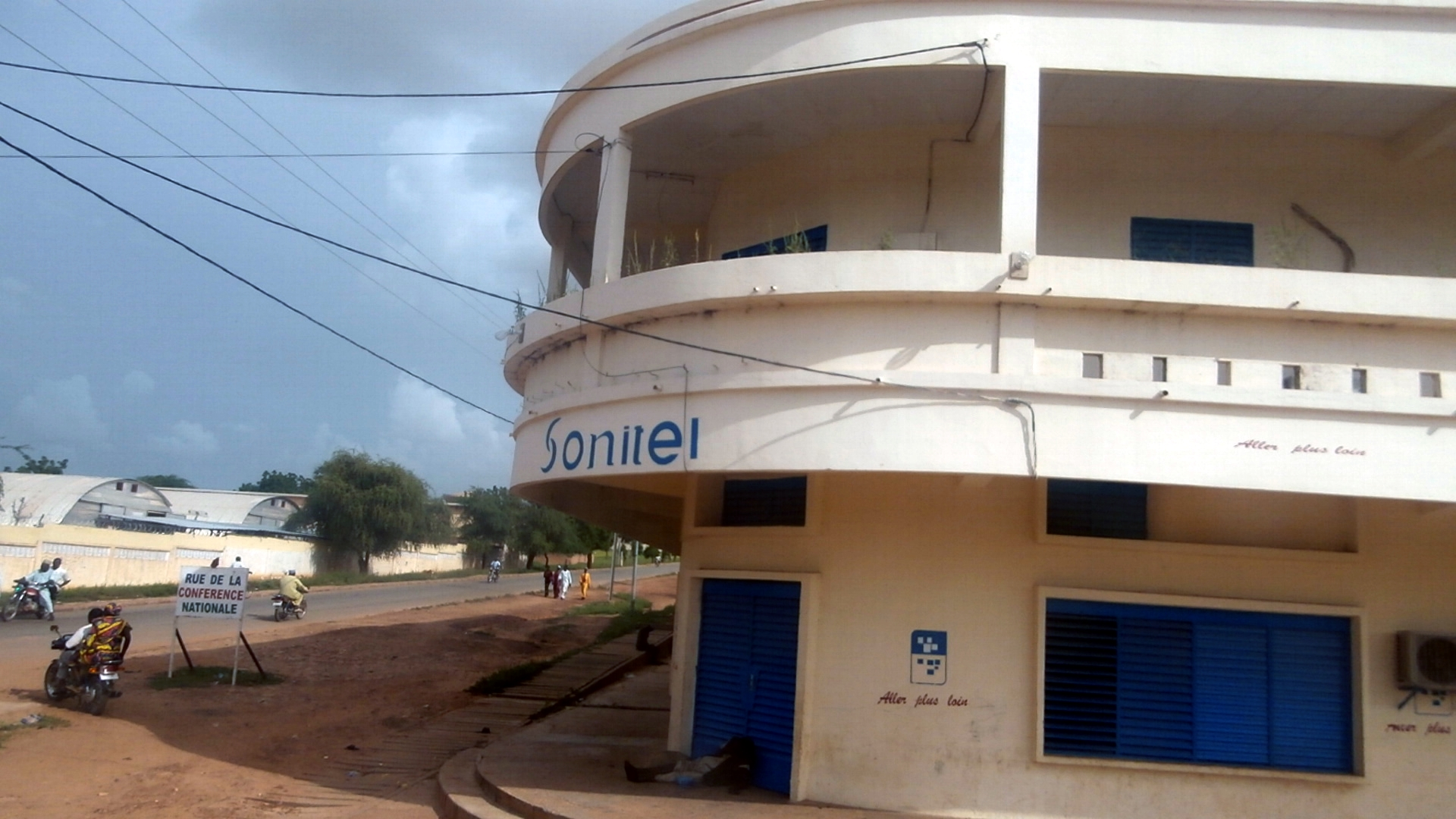
Zinder Sonitel.

L'économie de la région réside principalement dans le secteur primaire, notamment l'agriculture, l'élevage et la cueillette. À ceci s'ajoutent les commerces, les transports, et un modeste secteur industriel. Zinder possède l'unique raffinerie de pétrole du Niger, et diverses PMI dans les domaines de la peau et la transformation alimentaire. Ce dernier compte des transformateurs de produits de cueillette ou produits forestiers non ligneux (hanza, dattier du désert, jujube, marula, etc), de céréales locales (mil, sorgo, niébé, arachides), et de céréales importées (blé).
L'agriculture occupe plus de 80 % des populations qui exploitent près de 40 % des terres mises en valeur, lesquelles totalisent 2 937 616 ha. Le potentiel irrigable représente quelque 18 000 ha.
Quant à l’élevage, il est extensif dans un domaine pastoral qui occupe la moitié du territoire régional, les effectifs du cheptel de la région en 2012 sont notamment : 2 114 587 bovins ; 2 551 487 ovins ; 3 806 241 caprins ; 247 380 camelins ; 243 034 asins et 185 154 d’équins. Selon les données de (DRE/Zinder 2012). La ville a aussi un petit secteur de transformation alimentaire, avec une particularité.

### Services
Niger Poste attribue au bureau de Zinder le code postal : 7000

### Transport
La ville de Zinder possède un aéroport international, l'Aéroport international de Zinder, code IATA ZND.

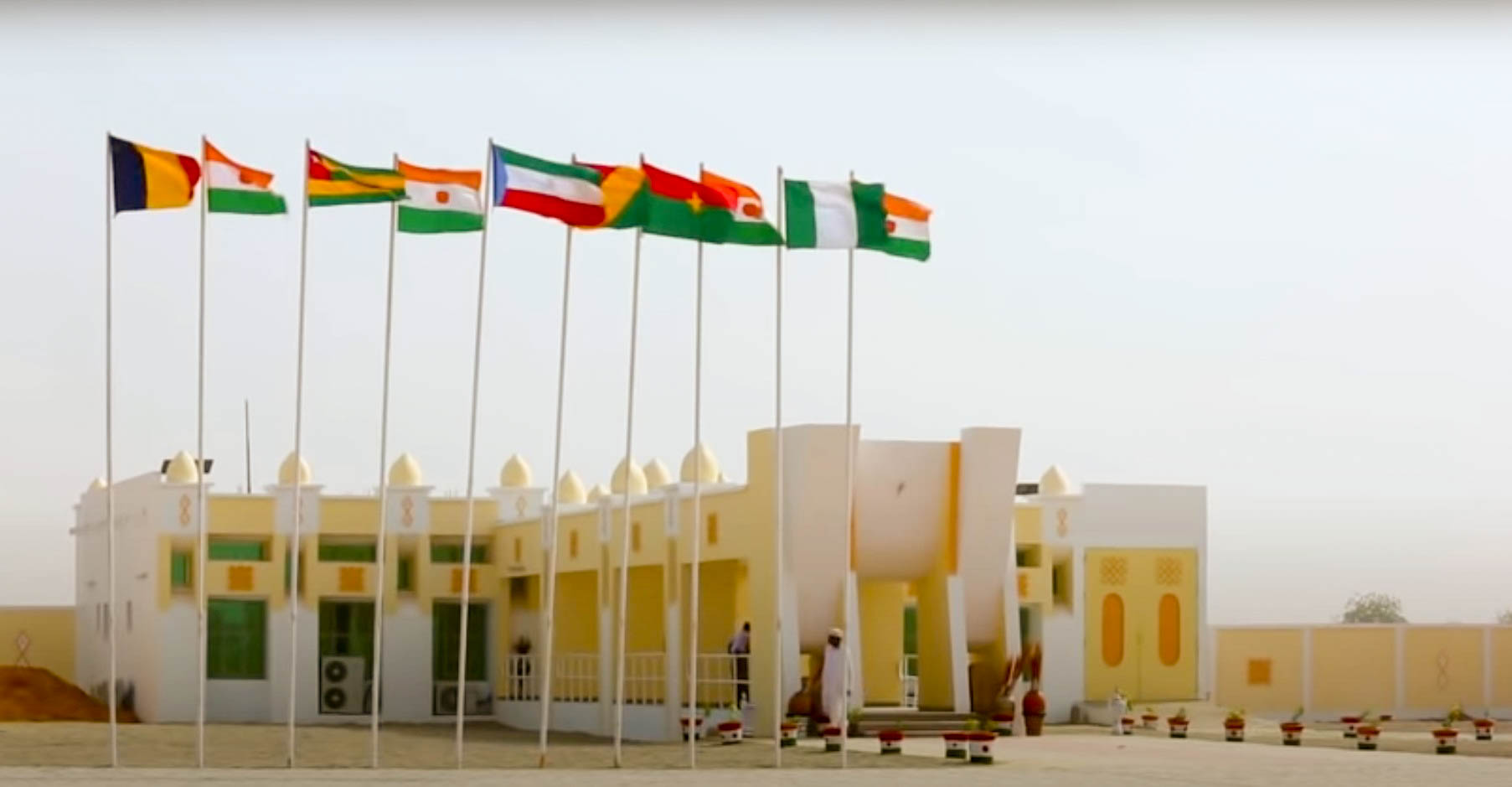
Aéroport International de Zinder.

La ville se trouve sur la route N1, le grand axe ouest-est Niamey-Dosso-Maradi-Zinder-Diffa-N'Guigmi et sur la route transsaharienne Alger-Lagos .

## Culture et patrimoine
Zinder présente un riche patrimoine fait d'histoire, de traditions, d'architecture et d'objets.

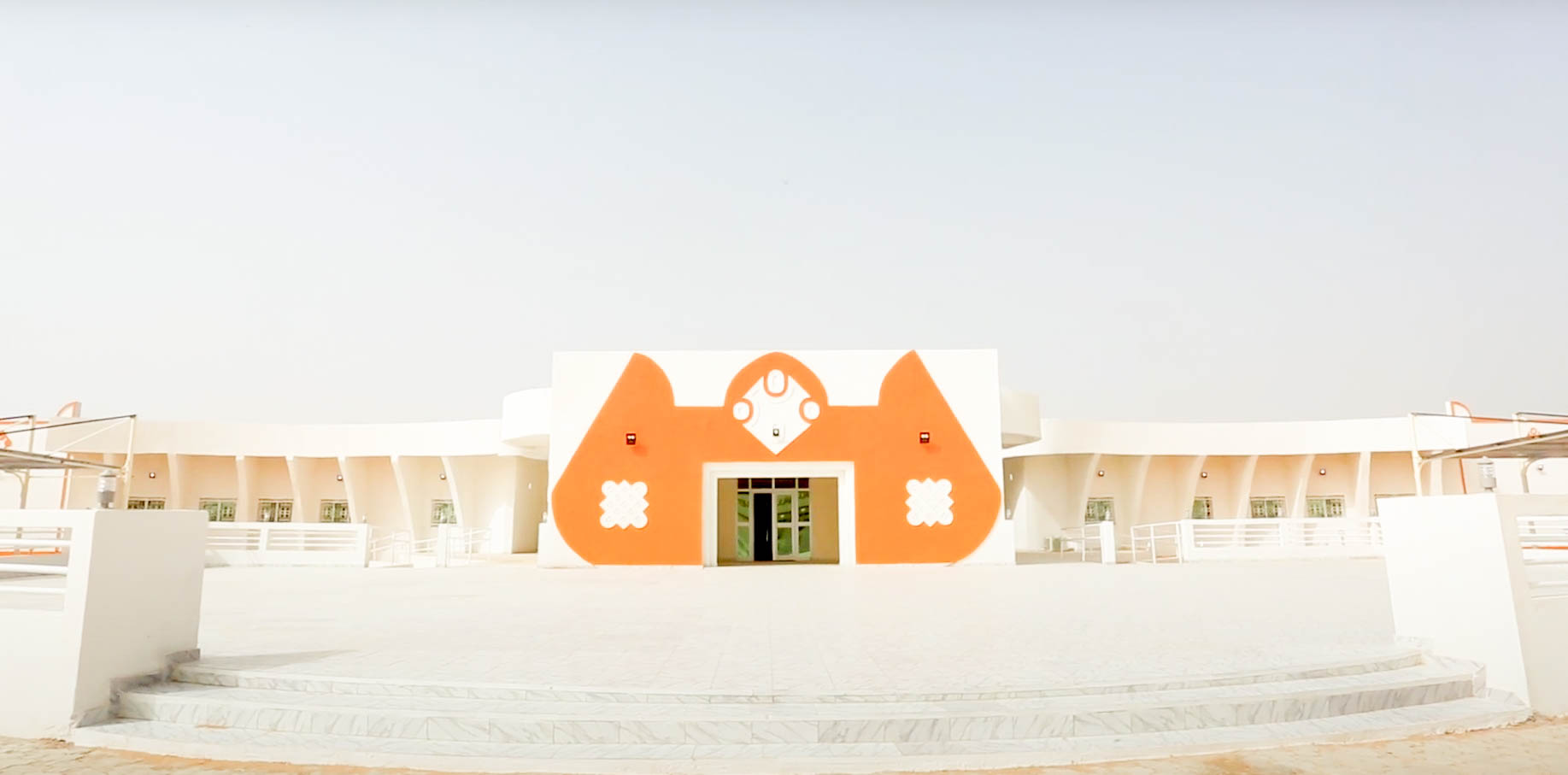
Stade de Zinder

### Musique
Zinder présente une scène musicale vibrante. À part la musique traditionnelle, jouée généralement par les griots, et faite à l'aide du kalango et de la flûte, la ville a aussi vu un nombre important d'artistes développer des musiques à base d'instruments modernes. Ces derniers peuvent être classés en trois styles dominants, le ganbara, le rap et le gospel. Ils portent tous leurs caractéristiques nigéro-zindéroises.

#### Ganbara
Etant le style le plus original, le ganbara trouve son épicentre entre les métropoles de Zinder et de Maradi. À Zinder, il a pris son départ dans le groupe Haské du feu Sani Abussa des années 1990. Il se joue avec de larges orchestres, souvent sept ou huit personnes, qui fusionnent les instruments traditionnels avec les modernes. Un nombre important d'orchestres évoluant dans ce style existent aujourd'hui. Parmi les plus célèbres, on retrouve Dan Gana, Super Haské et le groupe Haské Stars de Ali Atchibili. Ce dernier fait fréquemment des concerts à l'international, entre autres sur le continent européen.

#### Rap
Le groupe Black Power et BSB se furent distinguer à Zinder durant les années 2000, et se vit suivre d'une pléthore d'artistes de rap doués. Parmi ceux-ci, on trouve Steven Emma, SC43G, DNR, Bach One, BHO et plusieurs autres.

#### Gospel

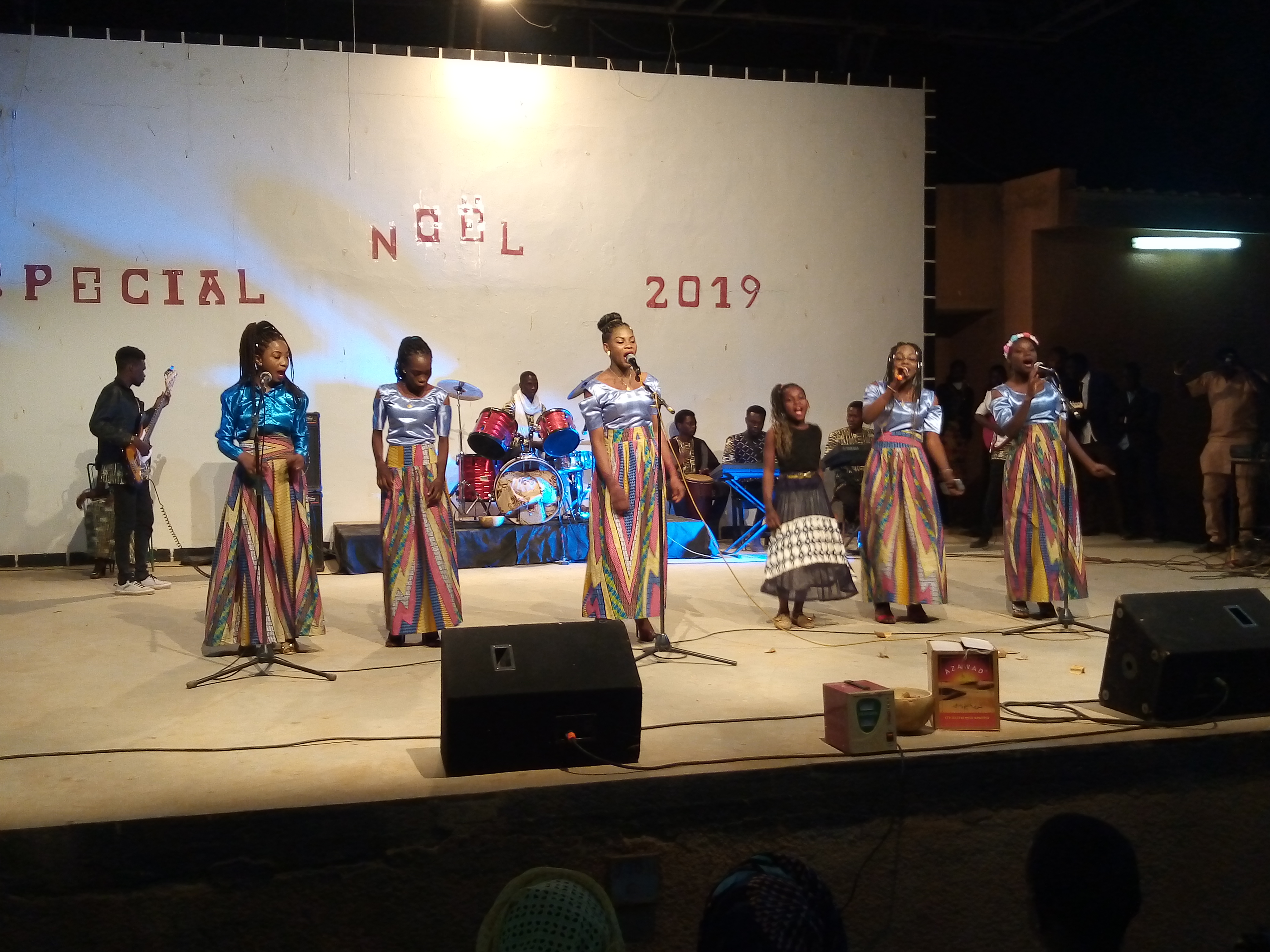
Performance du groupe Joyeux en Christ lors du concert-bénéfice Spécial Noël 2019.

Né des chorales des églises locales de la ville, le premier groupe à commencer à composer sa propre musique et faire des enregistrements fut Les Séraphims organisé par Moussa Sanoussi, dans les années 2000. Il fut suivi par Sainte Nation, une chorale dirigée par Vincent Djimadoum, qui produisit plusieurs albums. Dans les années 2010, la Chorale Saint-Michel Archange fit son premier album, Louons le roi des rois. Actuellement[Quand ?], les chorales de Zinder qui composent des musiques originales sont nombreuses, et comptées parmi les meilleures du pays. Un concert spécial s'organise chaque Noël regroupant les groupes les plus illustres.

## Éducation

### Enseignement supérieur

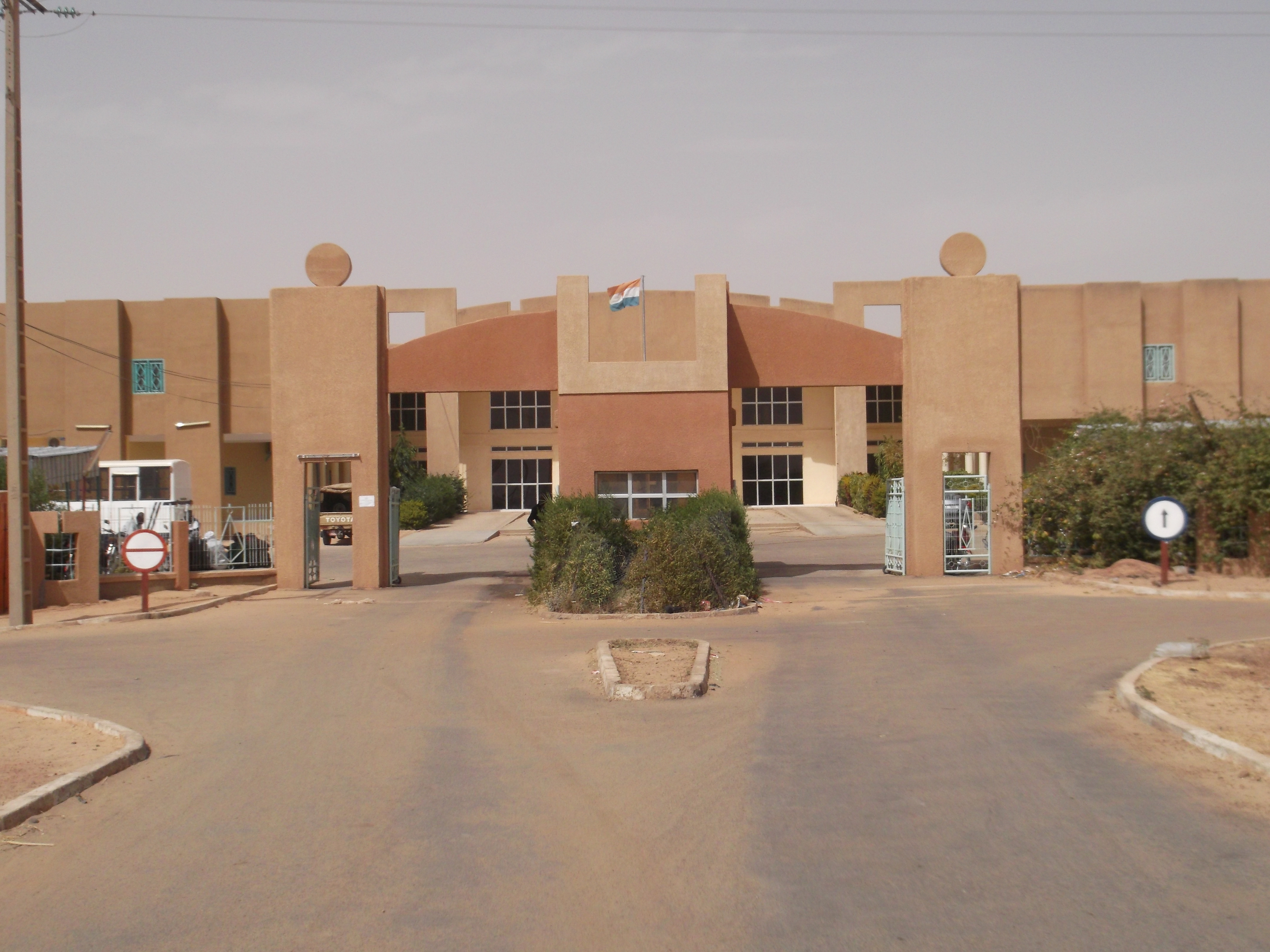
Université de Zinder.

La ville compte une université, l'université de Zinder, fondée en 2008. Elle propose les filières de la médecine, de l'urbanisme et de la gestion des ressources naturelles.

## Personnalités liées à la commune
- Habibou Maitournam,  Directeur de l'Unité de Mécanique (UME) de l'ENSTA Paristech, et Directeur de l'IMSIA, UMR 9219, ENSTA Paristech, CNRS, CEA, EDF.
- Elh Issa Ibrahim dit Meno, né en 1920, homme politique, député, ministre des Postes et Télécommunication et ensuite de la Santé de la première république ;
- Elhadji Abdou-Saleye, homme politique et ambassadeur, y est né en 1928 ;
- Mahamane Ousmane (1950-), homme d'État nigérien, président du Niger de 1993 à 1996 ;
- André Salifou, homme politique, historien et diplomate ;
- Hamid Algabid, (Balbaje-Tanout) Premier ministre du Niger 1983-1988 ;
- Mohamed Bazoum, député de la circonscription et président de la République de 2021 à 2023 ;
- Mansour Haji Daddo, ambassadeur du Niger au Nigeria ;
- Moussa Moutari, 2 fois président de l'Assemblée nationale 1989-1991 et de 1996 à 1999 ;
- Ben Omar, ministre de la communication 2005-2010, décédé en 2020 ;
- Mansour Elh Amani[16], président du Front patriotique pour la Justice et le Développement (FPJD - Ihsani) ;
- Maman Alassane Dan Koundili, premier pasteur consacré du Niger. Né à Gangara Gogo en 1910, décédé en 2005.
- Ali Lamine Zeine (1965-), homme politique nigérien et premier ministre depuis 2023.
- Aïcha Macky (1982-), sociologue et réalisatrice de cinéma.

### articles connexes
- Sahel
- Zinder (région)